# 陈政清
陈政清（1947年10月28日—），出生于湖南湘潭，籍贯湖南邵东，中国工程力学专家。

## 生平
1981年和1984年先后获得湖南大学学士和硕士学位，1987年获西安交通大学固体力学博士学位。2015年当选为中国工程院院士。